# Isabella Straub (Autorin)

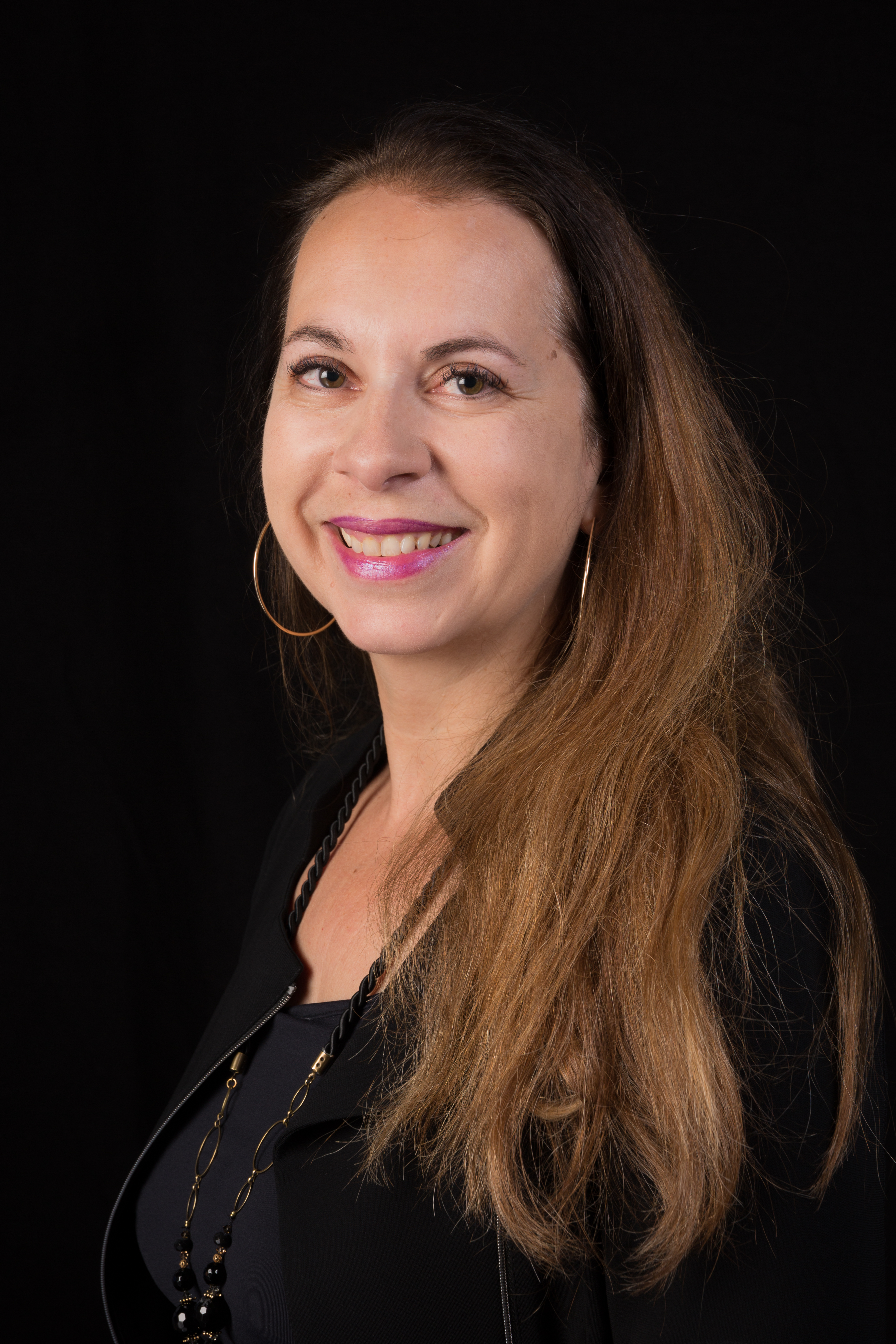
Isabella Straub auf der Frankfurter Buchmesse 2017

Isabella Straub (* 1968 in Wien) ist eine österreichische Autorin.

## Leben
Isabella Straub wuchs in Wien auf, wo sie das Lycée Français de Vienne besuchte. Nach der Matura studierte sie Germanistik und Philosophie in Wien und an der Universität Klagenfurt, dort beendete sie das Studium 1993 mit einer Diplomarbeit zum Thema Die Kluft zwischen Sprache und Welt ist unüberbrückbar geworden. Günther Anders und die Sprache des letzten Zeitalters als Magistra.
Straub lebt und arbeitet in Klagenfurt am Wörthersee, zunächst war sie als Journalistin tätig, später mit einer eigenen Agentur als Werbetexterin. 2008/09 absolvierte sie die Leondinger Akademie für Literatur. Mit ihrer Kurzgeschichte Herr Jesus Springt gewann sie 2011 den ersten Platz beim FM4-Kurzgeschichtenwettbewerb Wortlaut. 2013 veröffentlichte sie ihren Debütroman Südbalkon, der einer der fünf Finalisten des Franz-Tumler-Literaturpreises war. Mit ihrem zweiten Roman Das Fest des Windrads wurde sie 2015 unter anderem zum Literaturfestival O-Töne eingeladen. 2017 war sie Finalistin beim Literaturpreis Wartholz, außerdem erschien ihr dritter Roman Wer hier schlief.

## Publikationen (Auswahl)
- 2013: Ballett mit Bestie, Kurzgeschichte, Probsthayn-Verlag, Hamburg 2013, ISBN 978-3-942212-89-2
- 2013: Südbalkon, Roman, Blumenbar-Verlag, Berlin 2013, ISBN 978-3-351-05002-3
- 2015: Das Fest des Windrads, Roman, Blumenbar-Verlag, Berlin 2015, ISBN 978-3-351-05017-7
- 2017: Wer hier schlief, Roman, Blumenbar-Verlag, Berlin 2017, ISBN 978-3-351-05042-9
- 2025: Nullzone, Roman, Elster & Salis Verlag, Wien 2025, ISBN 978-3-9505435-7-5.[7]

## Auszeichnungen, Nominierungen und Stipendien
- 2009: Besondere Auszeichnung beim 1. Werner Bräunig-Literaturpreis, Leipzig
- 2011: Gewinnerin des 11. Münchner Kurzgeschichtenwettbewerbs (Jury- und Publikumspreis)
- 2011: Gewinnerin Wortlaut
- 2013: Finalistin internat. Franz-Tumler-Preis für Debütromane
- 2013: Nominiert für den Förderpreis/Bremer Literaturpreis
- 2013: Wahl zum „Debüt der Erfurter Herbstlese“
- 2013: AutorInnenprämie des BMUKK „für ein besonders gelungenes Debüt“
- 2014: Projektstipendium für Literatur 2014/2015 | BMUKK
- 2015: Arbeitsstipendium des österr. Bundeskanzleramts Kunst | Kultur
- 2016: Werkstipendium des Deutschen Literaturfonds[8]
- 2017: Finalistin 10. Literaturpreis Wartholz
- 2018: Walter-Serner-Preis für Sibirien
- 2019: Auszeichnung mit dem Publikumspreis des AK-Literaturpreises der Arbeiterkammer Oberösterreich für Das Zweitbeste, das mir je passiert ist[9][10]
- 2021: Wortmeldungen – Shortlist (Bis es still ist)[11]
- 2022: Floriana Literaturpreis – 3. Platz
- 2023: Stadtschreiberin von Erfurt[12]
- 2024: Hamburger Stadtschreiberin[13]